# Жизнь впереди
«Жизнь впереди» — российский комедийный фильм режиссёра Карена Оганесяна о встрече бывших учеников 11 «Б» спустя 15 лет после выпуска на поминках своего одноклассника. Главные роли исполняют Егор Корешков, Ольга Медынич, Павел Прилучный, Денис Шведов, Артур Смольянинов, Юлия Александрова, Валерия Кожевникова, Максим Виторган, Александр Паль и Светлана Ходченкова. Премьера фильма в российском кинопрокате состоялась 5 октября 2017 года.

## Сюжет
11-й «Б» впервые собирается вместе в Ярославле через 15 лет после выпуска на похоронах одноклассника, и эта встреча для них — удивительная возможность на короткое время вернуться в прошлое.
На поминках раскрываются секреты личной жизни бывших одноклассников. Людмила, уехавшая в Европу, оказывается стриптизёршей, а отправившаяся в Москву отличница Галина несчастна в личной жизни и мечтает родить ребёнка. С этим ей хочет помочь её подруга Алла, многодетная мать. Она готова предложить ей своего мужа Владимира как донора спермы.
Мажор Михаил является на похороны в компании чернокожей проститутки, и, напившись, начинает вести себя неадекватно.
Григорий Киселёв в компании с Игорем по пути умудряются встрять в конфликт из-за жрицы любви. Позже, попав в аварию по пути к ресторану, они всё же умудряются помириться.
Геннадий похищает возлюбленную Люду, связывает её и вывозит на лодке на середину озера, чтобы признаться в своих чувствах, однако падает из лодки в воду, и Люда его спасает.

## В ролях
| Актёр                       | Роль                                 |
| --------------------------- | ------------------------------------ |
| Егор Корешков               | Сергей Тюленев, врач-гинеколог       |
| Ольга Медынич               | Мария                                |
| Павел Прилучный             | Михаил                               |
| Денис Шведов                | Игорь, бандит                        |
| Артур Смольянинов           | Григорий Киселёв, лучший друг Игоря  |
| Валерия Кожевникова         | Алла                                 |
| Юлия Александрова           | Галина, лучшая подруга Аллы          |
| Максим Виторган             | Владимир, муж Аллы                   |
| Александр Паль              | Геннадий                             |
| Светлана Ходченкова         | Людмила, стриптизёрша                |
| Елизавета Мартинес Карденас | Клара                                |
| Сергей Бурунов              | Олег Викторович, учитель физкультуры |
| Илья Хвостиков              | Сергей Трушанин                      |
| Артём Семакин               | Андрей Осокин                        |
| Владимир Данай              | Георгий                              |
| Юлия Волкова                | певица в ресторане                   |

## Производство
Сцену со спасением в озере Александр Паль и Светлана Ходченкова играли без дублёров, в октябре окунаясь в холодную воду. Валерия Кожевникова участвовала в съёмках на восьмом месяце беременности.

## Прокат
Фильм «Жизнь впереди» вышел в кинопрокат 5 октября 2017 года. В ходе проката в России и странах СНГ фильм посмотрели 453 520 зрителей, а кассовые сборы составили 109 241 136 рублей (1 890 639 долларов).	

## Критика
Евгений Ухов, увидевший в фильме Оганесяна аллюзию на тему «Горько!» Жоры Крыжовникова, пишет: «Новеллы (а картина так или иначе очевидно делится на четыре больших сегмента) стыкуются крайне неравномерно и неаккуратно — чувствуется либо спешка сценаристов, либо утрата ими интереса к героям. Так, бурно развивающаяся на старте история встречи Игоря и Гриши, героев Дениса Шведова и Артура Смольянинова, в середине фильма резко обрывается, и персонажи перемещаются в массовку. Наоборот, Александр Паль и Светлана Ходченкова в кадре возникают на исходе часа просмотра, чтобы потом второпях выплеснуть на зрителя историю отношений их героев. К финишу создается впечатление, что в общий сценарий были вписаны сюжеты срочно трансформированных короткометражек. Другой момент, несколько „коробящий“ при просмотре, — неудачная попытка добавить истории социальный и даже политический подтекст. Эскапада героя Шведова на тему „Вот потому мы так и живем!“ уместна не более седла на коровьем хребте». «Чтобы снимать подобные ленты, нужны особенные умения, а обладают ими немногие», — признаёт критик.